# Смоленск (телерадиокомпания)
Государственная телевизионная и радиовещательная компания «Смоленск» — филиал ФГУП «Всероссийская государственная телевизионная и радиовещательная компания» в Смоленской области.

## История
В 1933 году был создан Комитет по радиофикации и радиовещанию при Западном областном исполнительном комитете советов рабочих (Западный Радиокомитет), крестьянских и красноармейских депутатов, многократно переименовывавшийся, с 1970 года — Комитет по телевидению и радиовещанию Исполнительного комитета Смоленского областного совета депутатов трудящихся (Смоленский комитет по телевидению и радиовещанию).
В 1944 году из Смоленского радиокомитета был выделен Калужский радиокомитет.
В 1991—1992 гг. Смоленский комитет по телевидению и радиовещанию был преобразован в ГТРК «Смоленск».
В 1998 году по постановлению Правительства РФ было создано ФГУП «Всероссийская государственная телевизионная и радиовещательная компания» (ВГТРК). Все государственные предприятия, осуществляющие производство, распространение и трансляцию государственных телерадиопрограмм, были присоединены к ВГТРК, и на их базе были организованы филиалы компании.
В том же году на 30 ТВК начинает вещать телеканал ТВ-30, созданный ГТРК «Смоленск». До самого своего закрытия в 2007 году имел сетевое партнёрство с СТС. После закрытия на частоте вещает Россия-24.

## Структура ГТРК «Смоленск»
- Телеканал «Россия-1» и ГТРК «Смоленск»
- Телеканал «Россия-24» и ГТРК «Смоленск»
- Телеканал «СТС» и «ТВ-30» (вещание прекращено в 2006 году)
- Радиостанция «Радио России» и ГТРК «Смоленск»
- Радиостанция «Радио Шансон» и ГТРК «Смоленск» (вещание прекращено в 2010 году)

## Программы
- Вести-Смоленск
- Утро-Вести. Смоленск
- Местное время. Воскресенье
- Губернские Вести
- Родная земля
- Истоки
- Персона
- Открытая Власть
- Одигитрия
- За Родину!

## Награды
В 2017 году журналисты компании стали обладателями «ТЭФИ-Регион», Гран-при Всероссийского фестиваля «Мир права» и «Золотой гагары» Международного экологического фестиваля «Спасти и сохранить».

## Ссылка
- Официальный сайт ГТРК «Смоленск»
- ВГТРК